# Gelber Frauenschuh
Der Gelbe Frauenschuh oder Gelb-Frauenschuh (Cypripedium calceolus) wird auch Rotbrauner Frauenschuh, Marienfrauenschuh (die Blüte des Gelben Frauenschuhs wird in Legenden im Zusammenhang mit der Jungfrau Maria erwähnt), Europäischer Frauenschuh oder noch häufiger einfach nur Frauenschuh genannt. Die Form der Blüte führte auch zu dem Namen „Kriemhilds Helm“ bzw. „Krimhilds Helm“. Der Gelbe Frauenschuh ist eine der prächtigsten wildwachsenden Orchideenarten Europas und steht in allen Ländern nach FFH-Richtlinie Anhang II unter Schutz. Er gehört zur Gattung der Frauenschuhe (Cypripedium) in der Familie der Orchideen (Orchidaceae) und ist Typusart dieser Gattung.
Um auf die besondere Gefährdung und Schutzwürdigkeit dieser Art aufmerksam zu machen, wurde der Gelbe Frauenschuh vom Arbeitskreis Heimische Orchideen 1996 und 2010 zur Orchidee des Jahres gewählt.

## Beschreibung

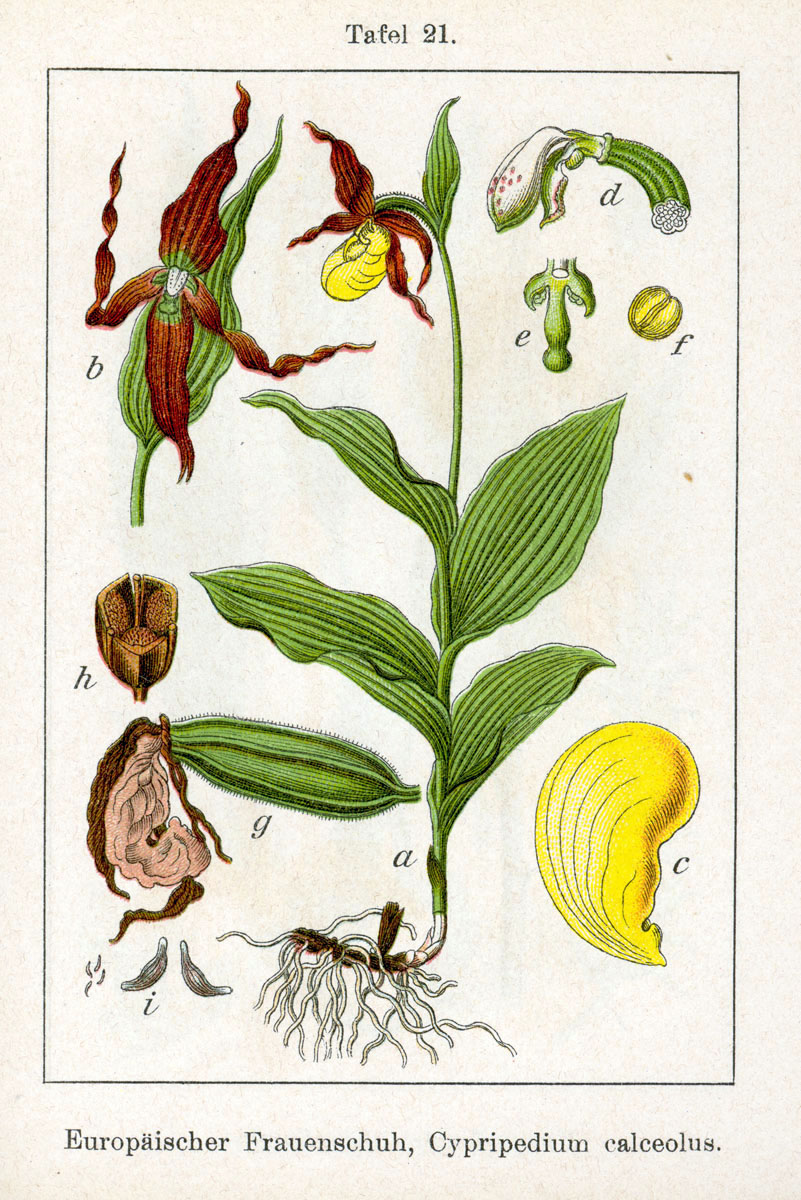
Illustration von Jacob Sturm (1796)

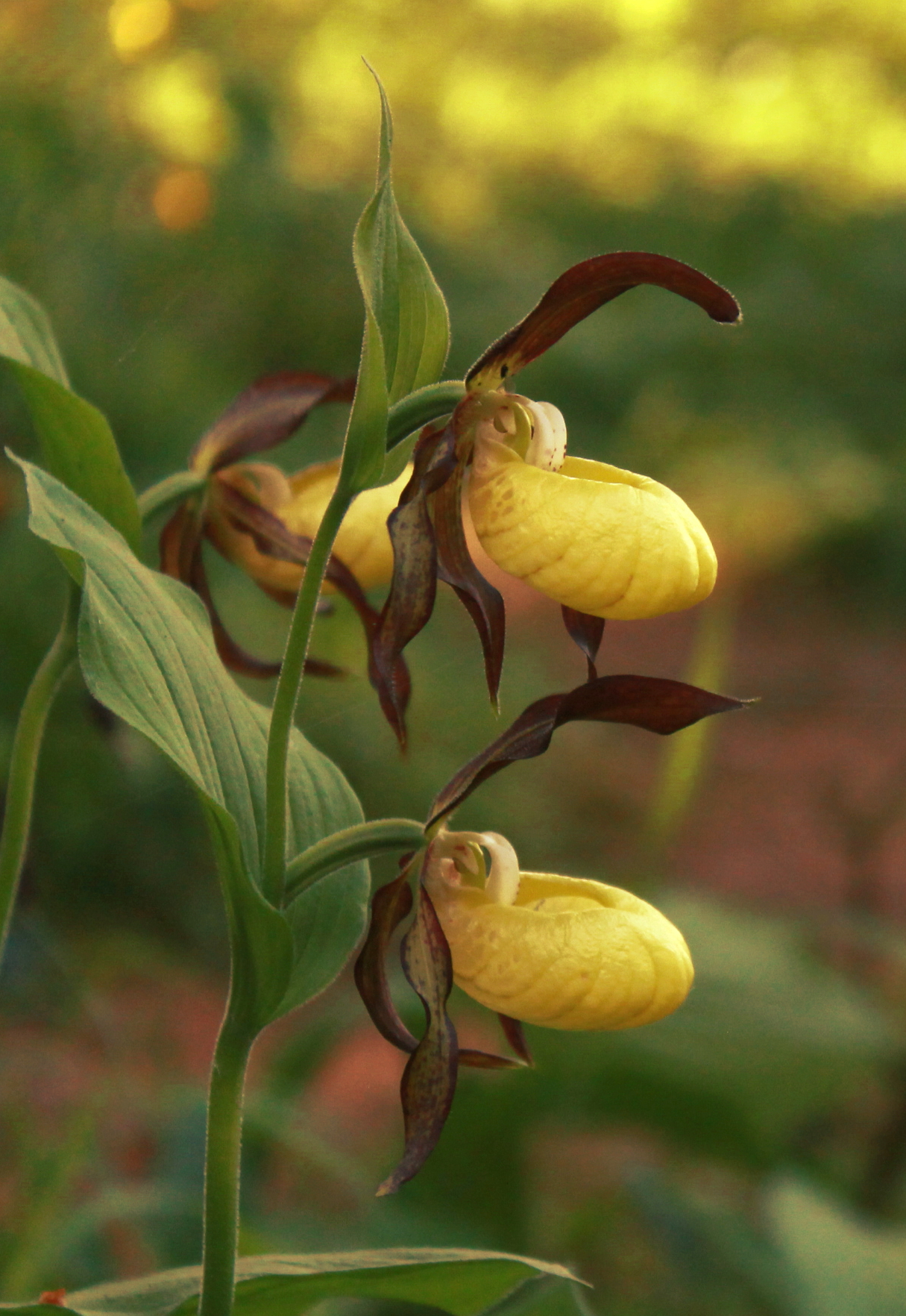
Zweiblütiger Trieb

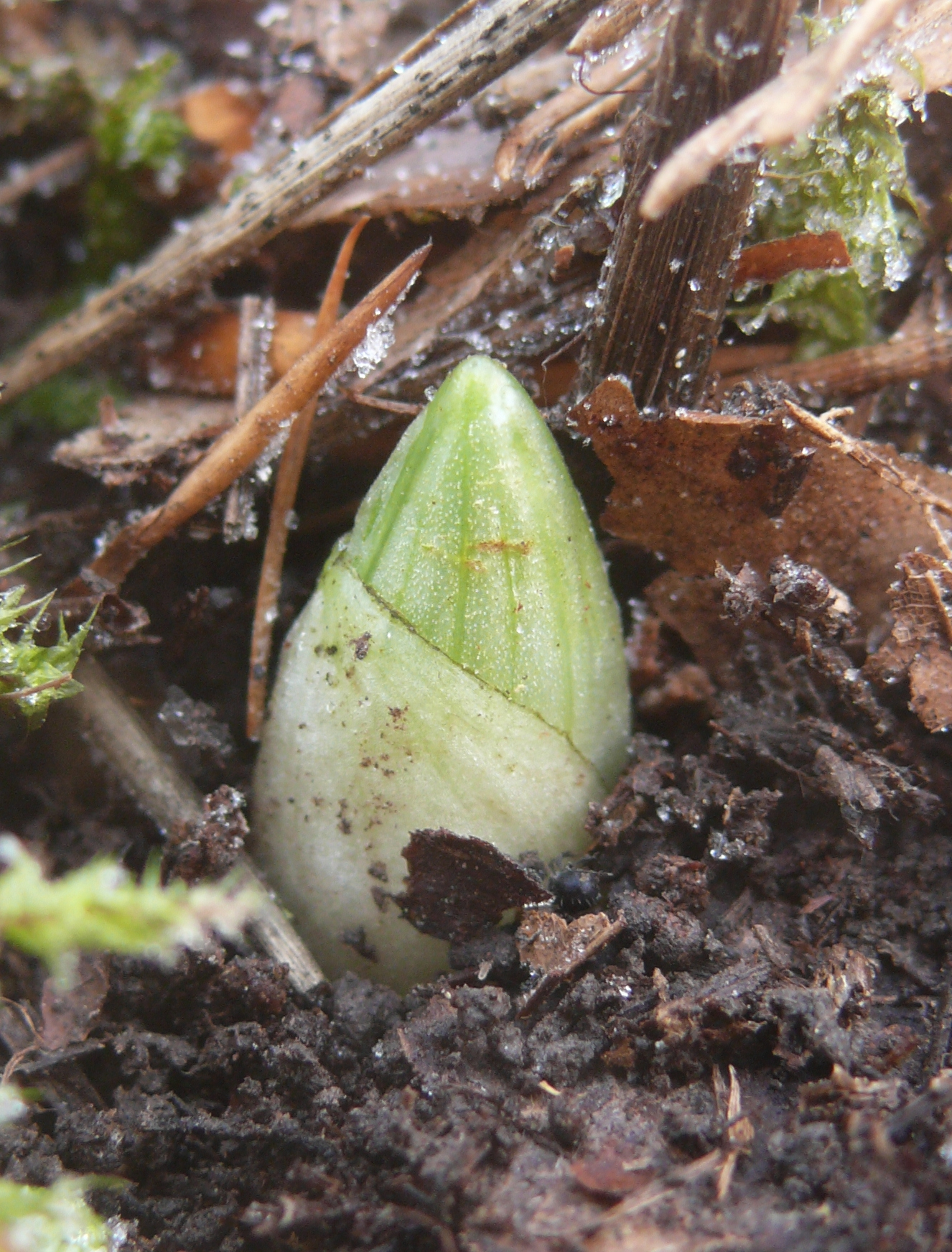
Knospe des Frauenschuh beim Austreiben

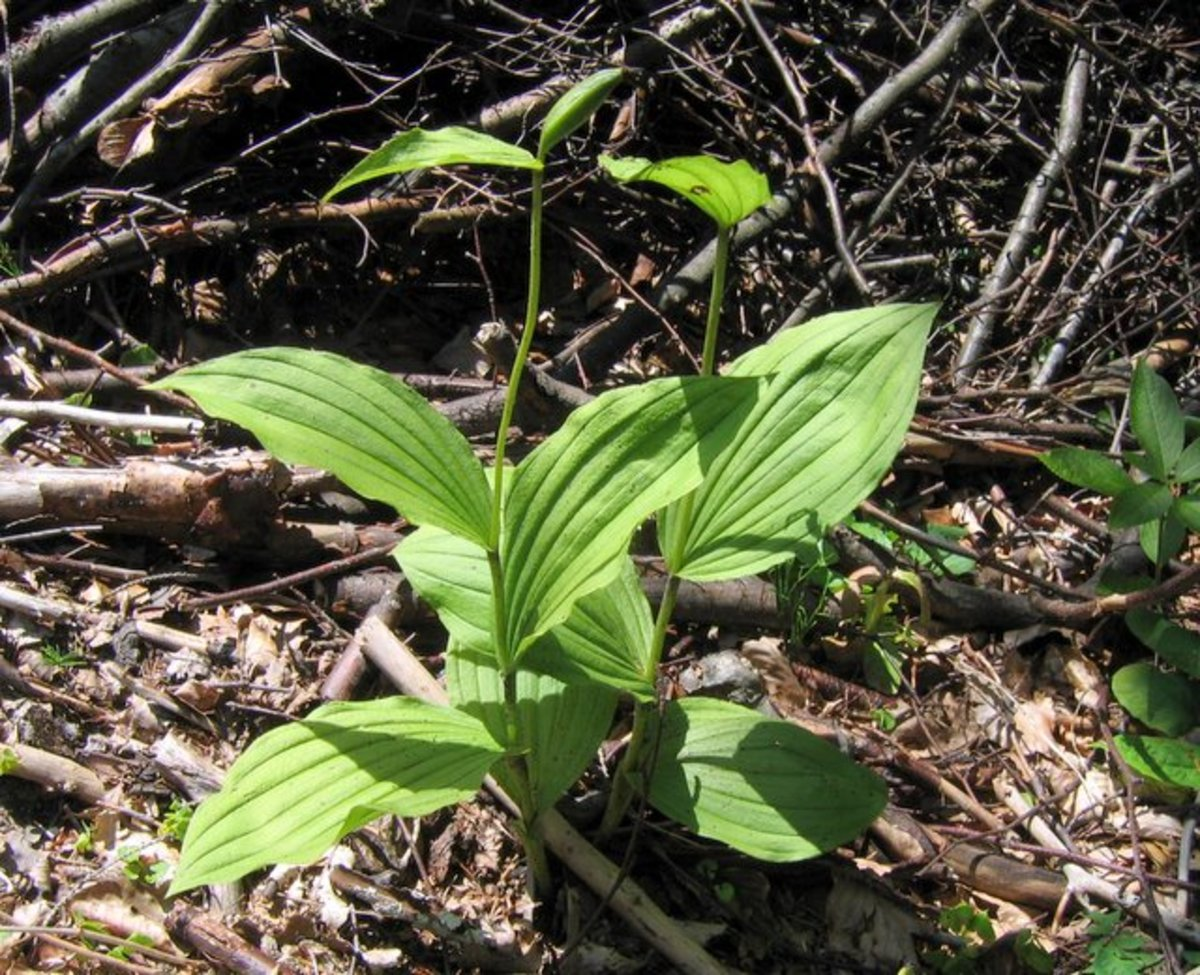
Frauenschuh fruchtend

Der Gelbe Frauenschuh ist eine ausdauernde krautige Pflanze, die Wuchshöhen von 15 bis 60 cm erreicht. Am etwas gebogenen und behaarten Stängel befinden sich drei bis fünf breit-elliptische, stängelumfassende Laubblätter, die nach außen spitz zulaufen. Diese weisen eine Länge zwischen 5 und 13 cm auf. Die hellgrünen Laubblätter zeigen an der Blattunterseite eine feine flaumige Behaarung. Auch die kräftige Nervatur ist deutlich erkennbar. Die Blätter sind durch Längsfalten versteift und leiten dadurch das Regenwasser zum Stängel hin ab.
In der Regel sind die einzelnen Triebe einblütig, oft tragen sie bei gutem Wachstum der Pflanze auch zwei Blüten, selten drei oder vier.
Die zwittrigen, zygomorphen Blüten sind dreizählig. Die vier äußeren purpur- bis schokoladenbraunen Perigonblätter sind etwa 5 cm lang. Sie zeigen eine spitz-lanzettliche Form und umgeben breit abstehend den gelben „Schuh“. Die schmalen Petalen sind häufig etwas gedreht. Die sehr große, kräftig gelbe Lippe wird von einem inneren Perigonblatt gebildet und zu einem bauchigen Schuh umgeformt. Durch Überkrümmung des Blütenstiels drehen sich bei Öffnung die Blüten um 180°, was bedeutet, dass das Labellum ursprünglich das obere, innere Perigonblatt der Blüte ist. Der Schuh erreicht eine Länge von 4 bis 8 cm. Die Blüten des Frauenschuhs zählen damit zu den größten unserer Flora und stellen die größten Einzelblüten unter den europäischen Orchideen dar.
Es sind zwei Staubblätter fruchtbar. In Mitteleuropa beginnt die Blütezeit des Frauenschuhs Mitte Mai und dauert bis Ende Juni an.
Der Frauenschuh wird von Insekten bestäubt. Aufgrund seiner kesselfallenähnlichen Bestäubungsvorrichtung ist Selbstbestäubung praktisch ausgeschlossen.
Als Früchte werden einfächrige Trockenkapseln gebildet, die winzige Samen enthalten. Sie werden durch den Wind als Körnchenflieger ausgebreitet.
Die Fruchtreife erstreckt sich von Juli bis September.
Die Chromosomenzahl beträgt 2n = 20 oder 22.

## Bestäubung

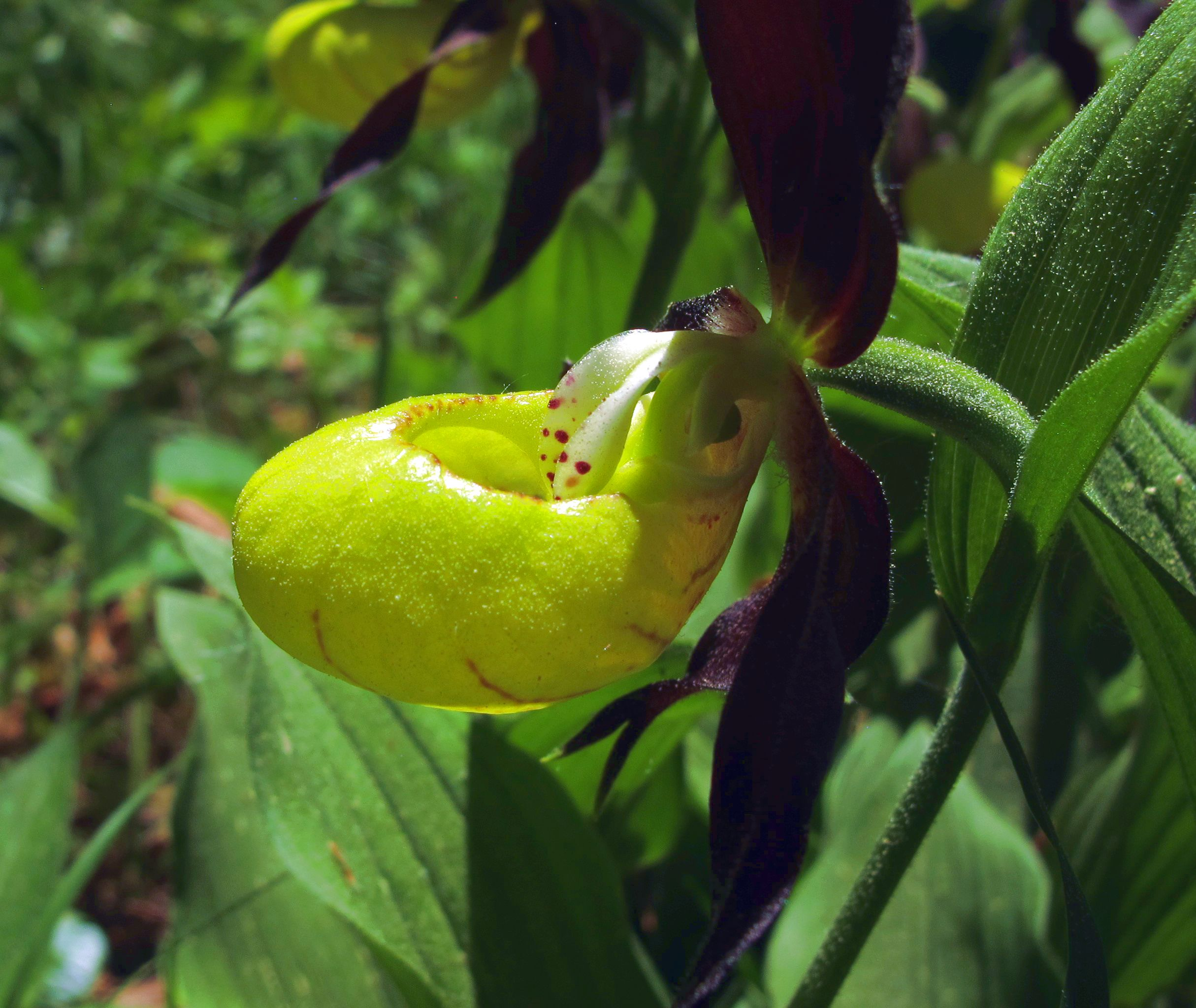
Detail Blüte

Es handelt sich bei dieser Art um eine sogenannte Kesselfallenblume. Angelockt werden potenzielle Bestäuber sowohl von der Farbgebung des Perianths als auch vom aprikosenähnlichen Duft der Pflanze. Insekten, besonders Sandbienen der Gattung Andrena (z. B. die Rotschopfige Sandbiene, Andrena haemorrhoa) und weitere kleine und kräftige Insektenarten, dringen durch das Loch an der Labellumbasis in den Kessel ein oder fallen in den Kessel, dessen glatte und glänzende Wände (mit Ölüberzug) einen Ausstieg verhindert. Der einzige Weg aus der Falle führt über zwei Haartreppen in der hinteren Pantoffelwand, unter dem Geschlechtsapparat (Gynostemium) hindurch, nach draußen. Der Weg zu den Haartreppen wird den Tieren von lichtdurchlässigen Stellen („Fenster“) in der hinteren Pantoffelwand gewiesen. Die Haartreppen wurden früher als Futterhaare interpretiert, was mittlerweile revidiert wurde. Beim Ausstieg müssen sie sich zuerst unter der Narbe und dann unter einem der beiden Staubblätter hindurchquetschen. Auf diese Weise wird zuerst die Narbe und dann zumindest eine der beiden klebrigen Pollenmassen berührt. Diese Anordnung soll eine Selbstbestäubung verhindern. Frauenschuhe bieten den bestäubenden Insekten keinerlei Nahrung an und zählen daher zu den Täuschblumen. Zuweilen lauern Raubspinnen, wie zum Beispiel Krabbenspinnen, in den Kesseln und machen diese dann zur tödlichen Falle.
Im Gegensatz zu den meisten Orchideen sind die Pollenkörner eines Staubbeutelfachs nicht zu einer Masse, einem Pollinium, verbunden. Zum Zeitpunkt der Bestäubung sind die Samenanlagen noch nicht ausgereift.
Beim Gelben Frauenschuh ist Selbstbestäubung nicht vorgesehen. Für einen erfolgreichen Fruchtansatz sind daher Vorkommen seines Hauptbestäubers wesentliche Voraussetzung. Die bestäubenden Sandbienen sind auf schütter bewachsene Sandböden bzw. Sand-Lehmböden angewiesen. Zudem darf die Entfernung zwischen zwei Frauenschuhstandorten 500 Meter nicht überschreiten.

## Lebensweise
Der Gelbe Frauenschuh ist ein Rhizom-Geophyt. Im Gegensatz zu den meisten anderen Orchideenarten besitzt der Frauenschuh keine Knollen. Er bildet mit Niederblattschuppen besetzte, verdickte Rhizome als Speicherorgane aus, über die auch die vegetative Ausbreitung erfolgen kann. Bei günstigen Standortbedingungen kann der Frauenschuh über sein Rhizom größere Horste bilden. Am Ende der Vegetationsperiode stirbt die oberirdische Pflanze als Ramet ab. Die Knospen für die nächstjährigen Sprosse werden gegen Ende der Blütezeit entwickelt. Die Knospen überwintern knapp unter der Erdoberfläche.
 Die Pflanze lebt mit einem Pilz der Gattung Rhizoctonia in Symbiose. Die Ernährung erfolgt jahrelang über diesen Pilz, bevor das erste grüne Blatt nach etwa vier Jahren angelegt wird. Bis zur Blühreife können 16 Jahre vergehen.
Individuen können mehrere hundert Jahre alt werden.

## Vorkommen

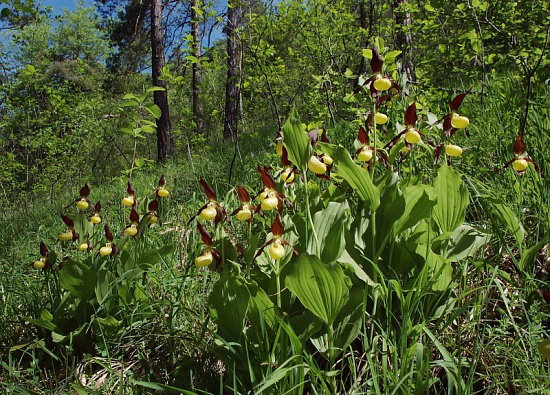
Gelber Frauenschuh im Habitat, einem Steppenheidehang in der Rhön (Thüringen)

Das Verbreitungsgebiet erstreckt sich von Nord- über Mittel- bis Ost-Europa, über Asien bis Japan, wobei der Gelbe Frauenschuh die einzige natürlich in Deutschland vorkommende Frauenschuhart ist. Bevorzugt wächst er vereinzelt in schattigen Laubwäldern (wie etwa Buchenwälder) oder an buschigen Berghängen bis zu Höhenlagen von 2000 m. In Europa kommt er in fast allen Ländern vor und fehlt nur in Portugal, Irland, Island, den Niederlanden, Moldau, Albanien und im europäischen Teil der Türkei. Früher kam er auch in Belgien und Griechenland vor.
Bekannte Vorkommen werden Jahr für Jahr zur Blütezeit von größeren Menschenmengen besucht. In der Schweiz ist es zum Beispiel das Gasterntal im Berner Oberland, das Bergsturzgebiet in Goldau (Gemeinde Arth) und das Val Sinestra bei Vnà / Sent im Unterengadin. In Österreich hat das Lechtal die größten Vorkommen. In Niedersachsen in der Nähe des Ortes Bevern gibt es am sog. Burgberg ein größeres Vorkommen. Auch in Thüringen ist der Frauenschuh bei Großkochberg im Landkreis Saalfeld-Rudolstadt zu finden.
Die ökologischen Zeigerwerte nach Landolt & al. 2010 sind in der Schweiz: Feuchtezahl F = 3w (mäßig feucht aber mäßig wechselnd), Lichtzahl L = 3 (halbschattig), Reaktionszahl R = 4 (neutral bis basisch), Temperaturzahl T = 3+ (unter-montan und ober-kollin), Nährstoffzahl N = 2 (nährstoffarm), Kontinentalitätszahl K = 3 (subozeanisch bis subkontinental).

### Vertikale Verbreitung
In den Allgäuer Alpen steigt er in Bayern zwischen Bergerhöfle und Angerer-Hütte südwestlich Einödsbach bis zu 1550 Metern Meereshöhe auf. Nach Baumann und Künkele hat die Art in den Alpenländern folgende Höhengrenzen: Deutschland 10–1540 Meter, Frankreich 500–1820 Meter, Schweiz 360–2000 Meter, Liechtenstein 440–1700 Meter, Österreich 250–1850 Meter, Italien 500–2200 Meter, Slowenien 700–1500 Meter. In Europa kommt sie zwischen 0 und 2200 Metern vor und steigt im Himalaja bis 3640 Meter Meereshöhe auf.

### Pflanzensoziologie
Der Frauenschuh gedeiht in Mitteleuropa in der Assoziation Seggen-Buchenwald (Carici-Fagetum) im Unterverband der Orchideen-Buchenwälder (Cephalanthero-Fagenion). Die Assoziation charakterisiert ein submontaner artenreicher Laubwald, in dem der Rotbuche als dominante Art Traubeneiche, Echte Mehlbeere und Waldkiefer beigemischt sind. Kennarten sind die Orchideen Weißes und Rotes Waldvöglein sowie die Kleinblättrige Stendelwurz. Er kommt aber auch in Gesellschaften der Verbände Kiefern-Steppenwälder (Cytiso ruthenico-Pinion), trockenwarme Blutstorchschnabel-Saumgesellschaften (Geranion sanguinei), der Ordnung Wärmeliebende Eichenmischwälder (Quercetalia pubescentis) oder des Unterverbands Tannen-Mischwälder, Weißtannenwälder (Galio-Abietenion) vor.

## Gefährdung und Schutz
Der Frauenschuh gilt nach der Roten Liste als gefährdet und ist nach der Bundesartenschutzverordnung streng geschützt. Er fällt unter die Fauna-Flora-Habitat-Richtlinie Anhang II und steht damit unter besonderem Schutz der Europäischen Union. Hieraus ergibt sich für Deutschland für den Erhalt der Art eine besondere Verantwortung und eine Berichtspflicht gegenüber der EU. Der Schutz der Vorkommen wird dadurch auch zu einer behördlichen Obliegenheit. Als ursächlich für die Gefährdung wird vor allem die weitreichende Forstwirtschaft gesehen, die eine natürliche Waldentwicklung und -dynamik kaum zulässt. Auch Fototourismus trägt zu einem Rückgang der Art bei, da der Boden sich durch häufiges Betreten verdichtet und dadurch neuen Exemplaren eine Ansiedlung erschwert wird. Auch Pflanzenliebhaber, die den Frauenschuh ausgraben, um ihn in ihrem eigenen Garten einzupflanzen, tragen wesentlich zum Rückgang der verbliebenen Vorkommen bei. Nicht einmal Botaniker wissen genau, welche Standortfaktoren zu einem geeigneten Frauenschuh-Biotop gehören. Die Umstellung auf das Kleinklima eines Gartens verkraften die Pflanzen gewöhnlich nicht und sterben frühzeitig ab. An zu schattigen Standorten bildet der Frauenschuh meist nur Blätter aus und verschwindet nach einiger Zeit ganz.
Pflegemaßnahmen zum Schutz der Bestände können Eingriffe in die Strauchschicht umfassen oder auch die Beseitigung von anfallendem Astmaterial. Um Abpflücken oder Ausgraben zu verhindern, wurden manche Areale mit einem Schutzgitter umgeben. Eine Geheimhaltung der genauen Standorte kleinerer und exponierter Bestände wird von der Naturschutzverwaltung Rheinland-Pfalz als wesentlich für den Fortbestand der Art gewertet.
Das einzige noch verbliebene Vorkommen Großbritanniens nahe der Stadt York wird während der Blütezeit Tag und Nacht von Naturschützern bewacht.
Auch auf der Roten Liste für Deutschland wird der Frauenschuh als gefährdet gelistet, in manchen Bundesländern gilt er sogar als vom Aussterben bedroht. Viele lokale Bestände sind in den letzten Jahrzehnten in Deutschland erloschen, wie etwa im bayerischen Bodenseegebiet oder im westlichen Niedersachsen. In der Schweiz gilt die Art als „verletzlich“.
Der Schutz bestehender Vorkommen ist absolut prioritär, da Wiederansiedlungen oder die Reaktivierung der generativen Vermehrung schwierig sind.

## Etymologie
Der Gattungsname Cypripedium des wissenschaftlichen Namens ist griechischen Ursprungs und bezieht sich auf das Wort Kypris. Kypris ist der Beiname der Aphrodite, Göttin der Schönheit und Liebe. Das lateinische Artepitheton calceolus bedeutet kleiner Schuh und verweist ebenso wie der deutsche Trivialname auf die schuhförmige Form des Labellum. In zahlreichen Volksnamen spiegelt sich die auffällig blühende Pflanze wider. Die Namen knüpfen zum einen an der Blütezeit im Mai an, wie beispielsweise Kuckucksblume, Marienschelle oder Pfingstblume, zum anderen beziehen sie sich auf die Blütenform. Beispiele hierfür sind die Bezeichnungen Ochsenbeutel, Pantoffelblume oder Jungfernschön.

## Taxonomie und Systmatik
Der Frauenschuh wurde 1753 von Carl von Linné in Species Plantarum Band 2 Seite 951 als Cypripedium calceolus erstbeschrieben.

### Unterarten, Varietäten, Hybriden

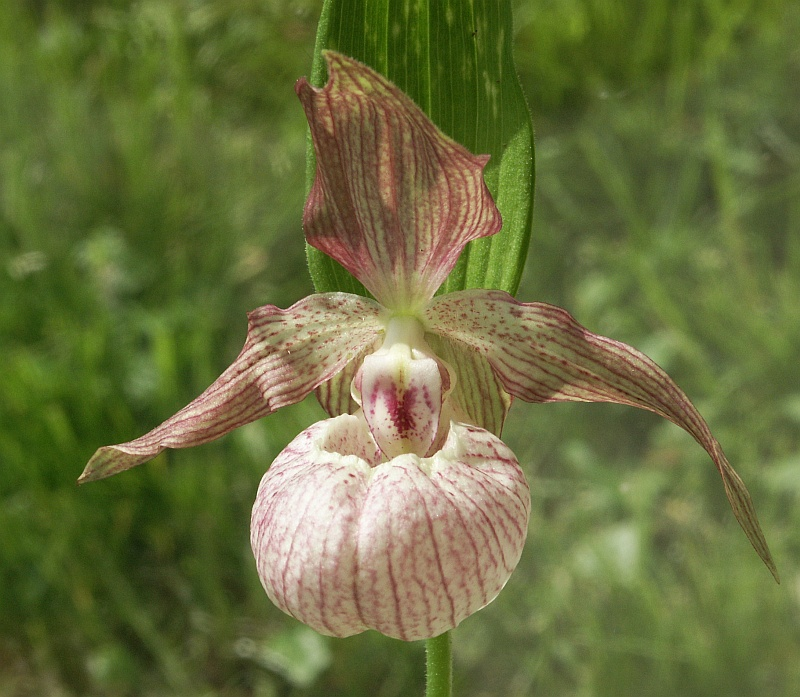
Cypripedium ×ventricosum

Die nordamerikanischen Arten Kleinblütiger Frauenschuh (Cypripedium parviflorum) und Behaarter Frauenschuh (Cypripedium pubescens) wurden in der Vergangenheit oft als Unterarten oder Varietäten des Gelben Frauenschuhs (Cypripedium calceolus) angesehen. Charles Sheviak revidierte dies 1994. Seither werden diese Taxa als Cypripedium parviflorum var. parviflorum und Cypripedium parviflorum var. pubescens bezeichnet.
Die Variabilität beschränkt sich in der Regel auf die Blütenfärbung.
- Cypripedium calceolus var. calceolus
- Cypripedium calceolus var. citrinum B. Hergt mit zitronengelben Blüten.
- Cypripedium calceolus var. fulvum mit gelblich rostroten Blüten.
- Cypripedium calceolus var. flavum mit vollständig kräftig gelben Blüten.
- Cypripedium calceolus var. viridiflorum M. Schulze mit grünen Blüten.

Außer mehreren künstlich erzeugten Hybriden gibt es folgende Naturhybride:
- Cypripedium ×ventricosum Swartz 1800 => Cypripedium calceolus × Cypripedium macranthos

## Nutzung
Der Gelbe Frauenschuh ist seit dem 16. Jahrhundert als Zierpflanze in Gebrauch. Wegen seines Naturschutzstatus dürfen nur Pflanzen aus gärtnerischer Kultur verkauft werden.

## Trivialnamen
Für den Gelben Frauenschuh bestehen bzw. bestanden auch die weiteren deutschsprachigen Trivialnamen: Badholsche (St. Gallen bei Sargans), Butterballen (Schlesien), Frauaschüeli (Appenzell, Luzern, Bern), Frauenschoiken (Negenborn), Frauenschüchlein (Elsass, Mark Brandenburg), Frauenschuh (Bern, Graubünden), Frauschuckelblume (Spessart), Gäl Schöke (Altmark), Guggerschuh (Gugger im Sinne von Kuckuk, Vorarlberg), Herrgottaschüali (St. Gallen, Bern), Herrgottschäeltchen (Siebenbürgen), Herrgottsschühli (Henneberg), Herrgotsschuh (Henneberg), Holzschüali (St. Gallen bei Werdenberg), Holzschuh (Luzern), Hosenlatz (Aargau), Jungfernschön (Aargau), Jungfernschu (Aargau), Kukuksschuh (Russland), Maienschellen (Elsass), Marienschoiken (Negenborn), Marienschühlein (Elsass, Ostpreußen), Marienschoiken (Negenborn), Marienschuh (Harz, Pommern, Preußen, Thüringen, Ulm), Pantoffeln (Aargau), Papenschoen (niederdeutsch), Pfaffaschüali (St. Gallen bei Sargans), Pfaffenschuch (Ulm), Schafsäcka (Freyburg (Unstrut)), Schlotterhosa (St. Gallen am Unterrheintal), Schuchblume (Hessen), Unser Frauen Schüle, Unser lieben Frauen Schuchlein (Mark Brandenburg) und Unzer Vrouwen Schoen (niederdeutsch).

Bildergalerie
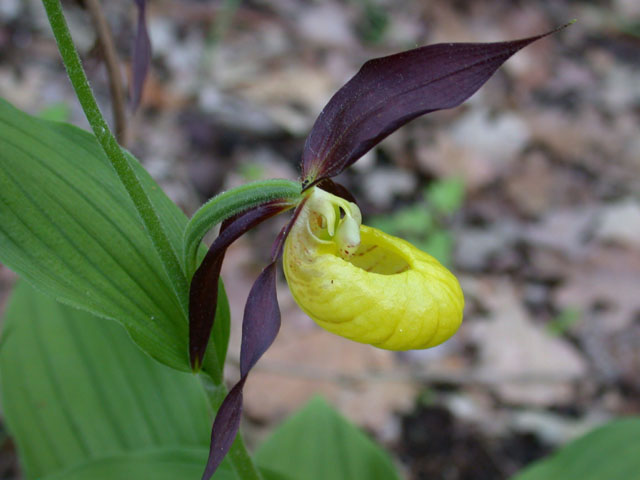
Einzelblüte
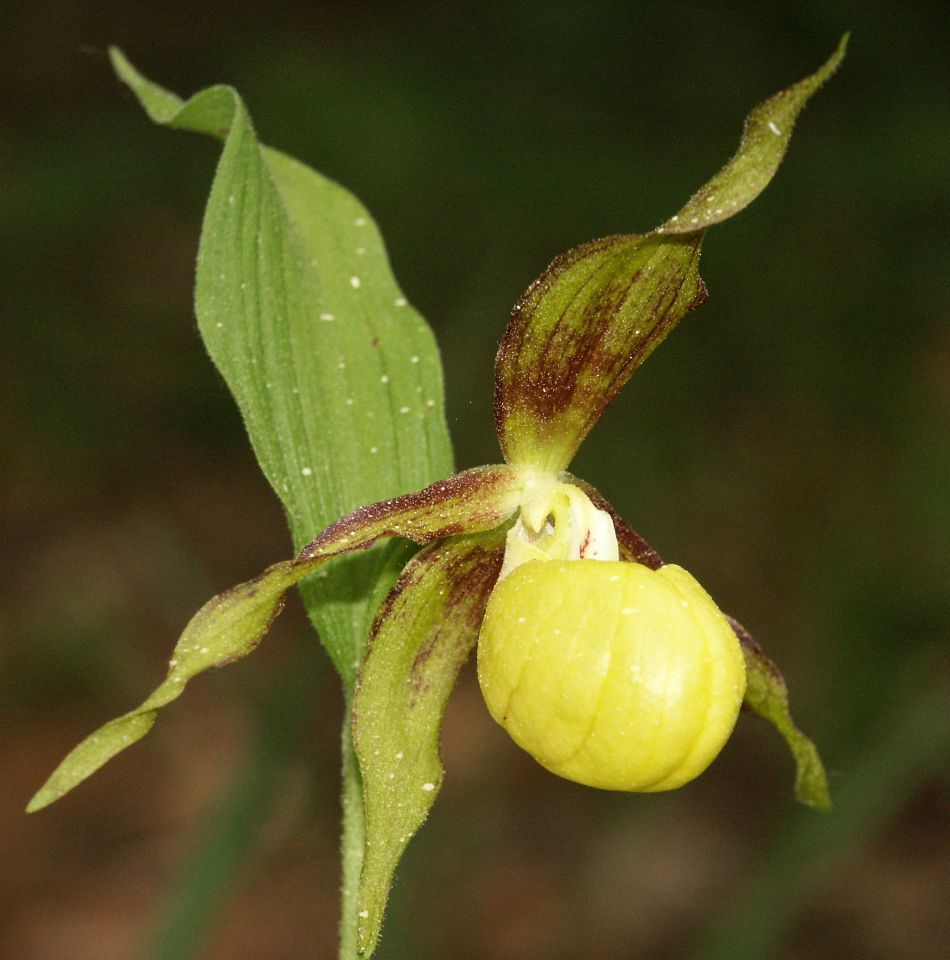
Tendenz zum „Goldschuh“ (f. citrinum)
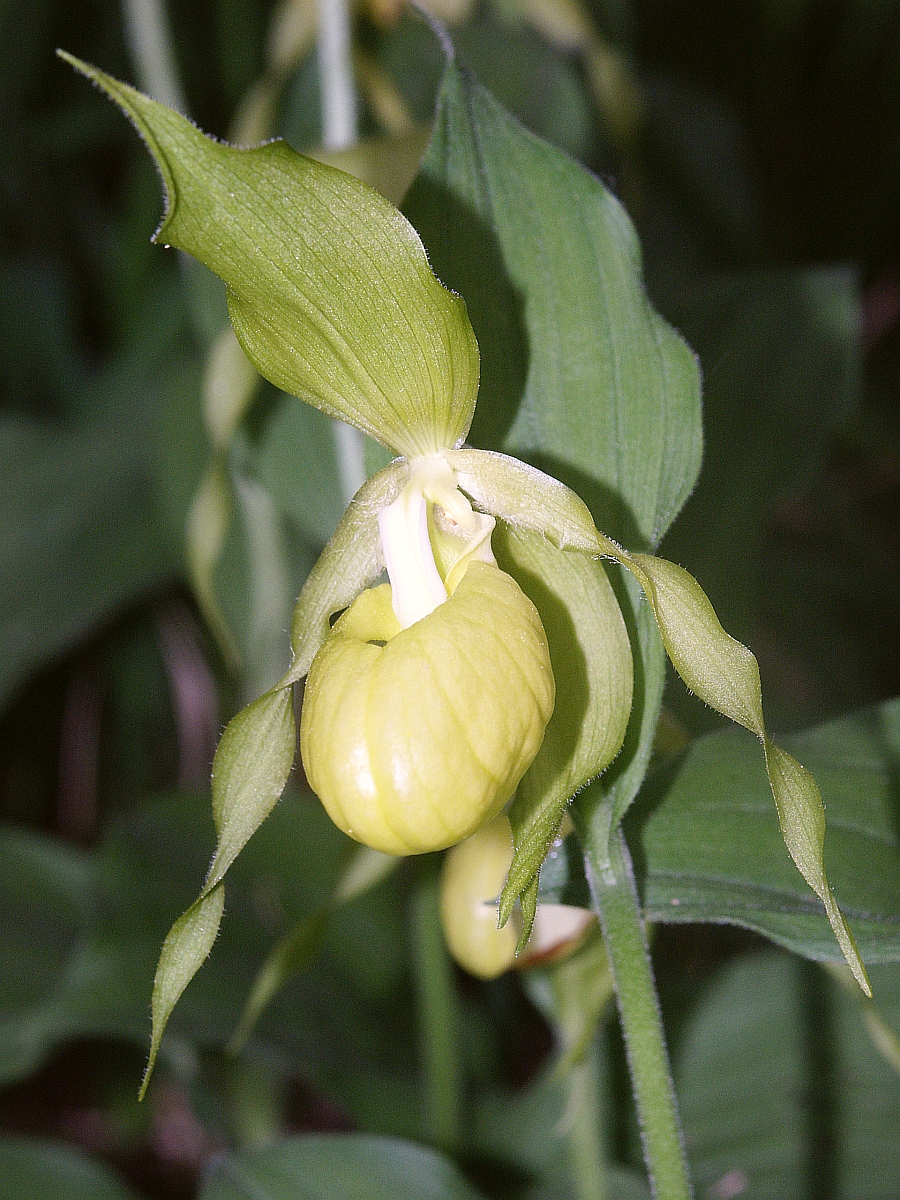
Cypripedium calceolus var. flavum
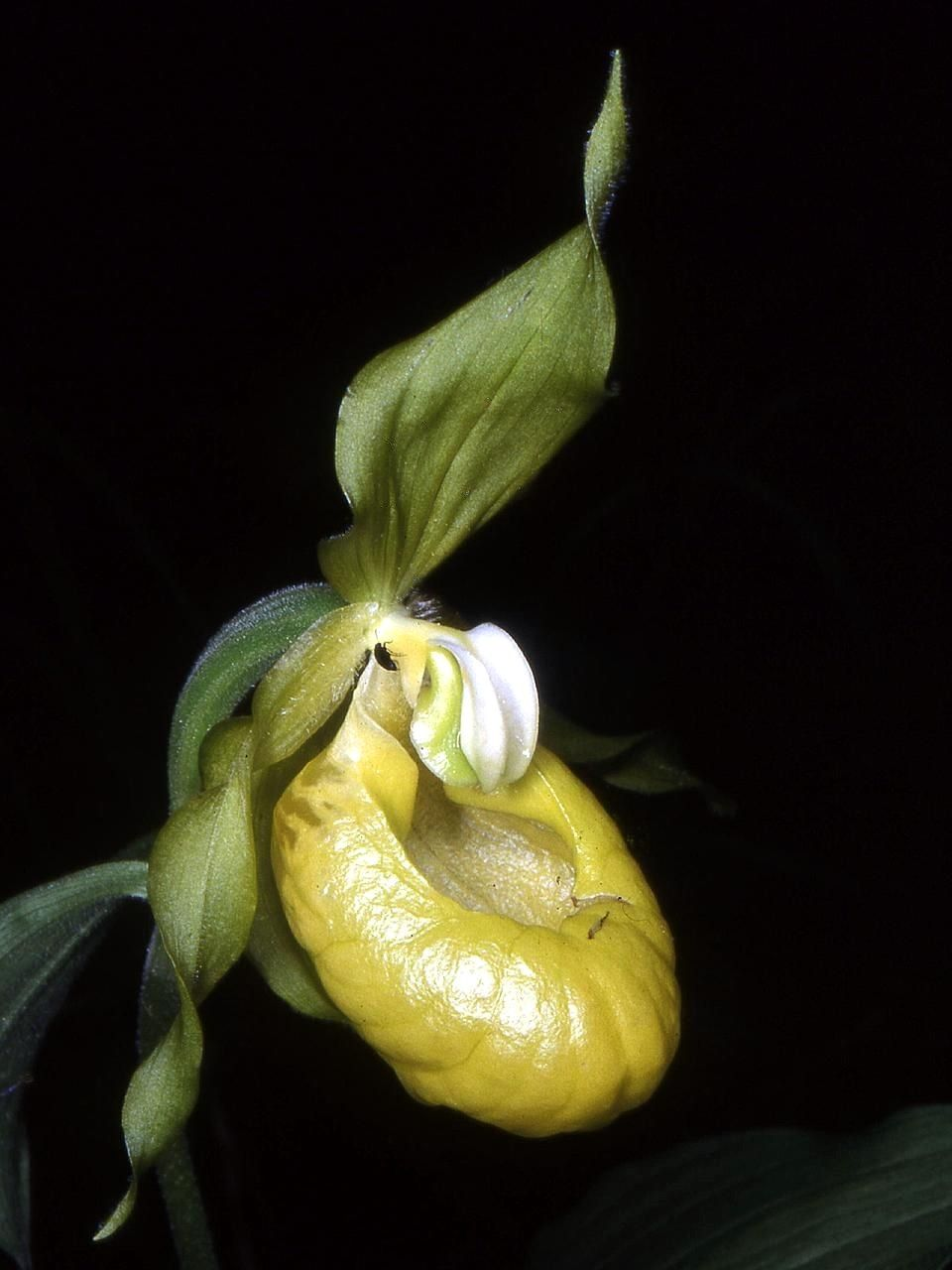
Cypripedium calceolus var. viridiflorum